# Bryllup (dokumentarfilm)
 For alternative betydninger, se Bryllup (flertydig). (Se også artikler, som begynder med Bryllup)
Bryllup er en dansk dokumentarfilm fra 1987 instrueret af Eva Bjerregaard.